# Los mejores temas de las películas de Walt Disney Vol. 2
Los mejores temas de las películas de Walt Disney Vol. 2 es el undécimo álbum infantil de Tatiana, y secuela inmediata de Los mejores temas de las películas de Walt Disney Vol. 1, primer proyecto de recopilación de las canciones más populares de Disney.

## Información del álbum
Siendo la secuela de Los mejores temas de las películas de Walt Disney Vol. 1, a finales de 2003. Tatiana lanza este CD, mostrando más temas recopilados de las películas animadas clásicas de Disney. Se compuso de diez piezas, con melodías que incluyen balada, pop, dance y rock. Sin embargo, el álbum tuvo complicaciones con su promoción debido a que, antes de ser lanzado, había salido a la venta El regalo y su impacto este álbum fue tal que la promoción del volumen 2, de los mejores temas de Walt Disney, prácticamente fue inexistente. Después de un año y cuatro meses de haber sido lanzado, vuelve a salir al mercado, esta vez conjuntamente con el volumen 1 en un paquete que incluía ambos CD.

## Lista de canciones
| #   | Título                                                                  | Duración | Compositor                                 |
| --- | ----------------------------------------------------------------------- | -------- | ------------------------------------------ |
| 1.  | Feliz no cumpleaños (Tema de Alicia en el país de las maravillas)       | 2:17     | Frank Churchill Edmundo Santos             |
| 2.  | Yo soy tu amigo fiel (Tema de Toy Story)                                | 2:05     | Randy Newman Walterio Pesqueira            |
| 3.  | En mi corazón vivirás (Tema de Tarzán)                                  | 4:20     | Phil Collins                               |
| 4.  | Sonreír y cantar (Versión Dance) (Tema de Blancanieves y los 7 enanos)  | 2:59     | Frank Churchill Larry Morey Edmundo Santos |
| 5.  | Colores en el viento (Tema de Pocahontas)                               | 4:00     | Alan Menken                                |
| 6.  | Busca lo más vital (Tema de El libro de la selva)                       | 3:03     | Terry Gilkyson                             |
| 7.  | Muy pequeño el mundo es                                                 | 3:33     | Robert S. Sherman                          |
| 8.  | Eres tú el príncipe azul (Tema de La bella durmiente)                   | 2:38     | Frank Churchill                            |
| 9.  | Sonreír y cantar (Versión balada) (Tema de Blancanieves y los 7 enanos) | 2:52     | Frank Churchill Larry Morey Edmundo Santos |
| 10. | La, la, lu (Tema de La dama y el vagabundo)                             | 2:30     | Larry Morey                                |